# پیتر آرن
پیتر آرن (انگلیسی: Peter Arne؛ ۲۹ سپتامبر ۱۹۱۸ – ۱ اوت ۱۹۸۳) بازیگر اهل بریتانیا بود.

## گزیدهٔ فیلم‌شناسی
- نفرین پلنگ صورتی (۱۹۸۳)
- ویکتور ویکتوریا (۱۹۸۲)
- ردپای پلنگ صورتی (۱۹۸۲)
- گذرگاه (۱۹۷۹)
- پراویدنس (۱۹۷۷)
- بازگشت پلنگ صورتی (۱۹۷۵)
- هشت زنگ به صدا در می‌آیند (۱۹۷۱)
- سگ‌های پوشالی (۱۹۷۱)
- خرطوم (۱۹۶۶)

## مرگ
در ۱ اوت ۱۹۸۳، آرن در کلارکنول در مراسم پرو لباسی که برای شخصیتش در سریال تلویزیونی «فرانتیوس» در نظر گرفته شده بود شرکت کرد (نقشی که در نهایت توسط ویلیام لوکاس بازی شد). کمی پس از بازگشت آرن به خانه‌اش در نایتسبریج، همسایه‌ها گزارش دادند که صدای مشاجره خشونت‌آمیزی از خانه‌اش شنیده شده است. جسد آرن در آپارتمانش در حالی که با یک چهارپایه و یک تکه چوب از شومینه‌اش که در سالن عمومی پیدا شده بود، تا سر حد مرگ کتک خورده بود، پیدا شد.